# Juan Bautista Roca
Juan Bautista Roca y Caball (Barcelona, 6 de abril de 1898 - ibíd., 23 de agosto de 1976) fue un abogado y político español. 

## Biografía
De joven militó en el jaimismo; fue vicepresidente de la Juventud Tradicionalista y trabajó como secretario de redacción de El Correo Catalán. También colaboró en los periódicos jaimistas El Correo Español, Hoja de Juventudes, Seny, Monarquía, La Trinchera, Revista Social y en la revista de jurisprudencia Juris.
En noviembre de 1917 Roca participó en un Congreso de Jóvenes tradicionalistas catalanes en el Círculo Tradicionalista de Barcelona con Francisco Aizcorbe, Vicente Carbó, Ángel Marqués, Pedro Roma, Bernardino Ramonell y José Brú. Este congreso, organizado con el propósito de reorganizar el tradicionalismo catalán y revisar su programa, fue criticado por los periódicos afectos a Vázquez de Mella como El Norte de Gerona, que lo acusó de hacer manejos para favorecer la alianza con la Liga Regionalista y romper la unidad del partido tradicionalista, un año antes de que fueran los dirigentes mellistas quienes finalmente se separaran.
Participó en la Conferencia Nacional Catalana del 1922, pero no se unió a Estat Català. Durante la dictadura de Primo de Rivera conspiró contra el gobierno con otros jaimistas y formó parte del comité de un grupo de acción del semanario La Protesta junto con Pedro Roma, Francisco Guarner, Melchor Ferrer, Antonio Oliveras, Miguel Zapater y Domingo Farell. Fue encarcelado y trasladado a Madrid. Colaboró con Acción Social Popular y se especializó en cuestiones penitenciarias.

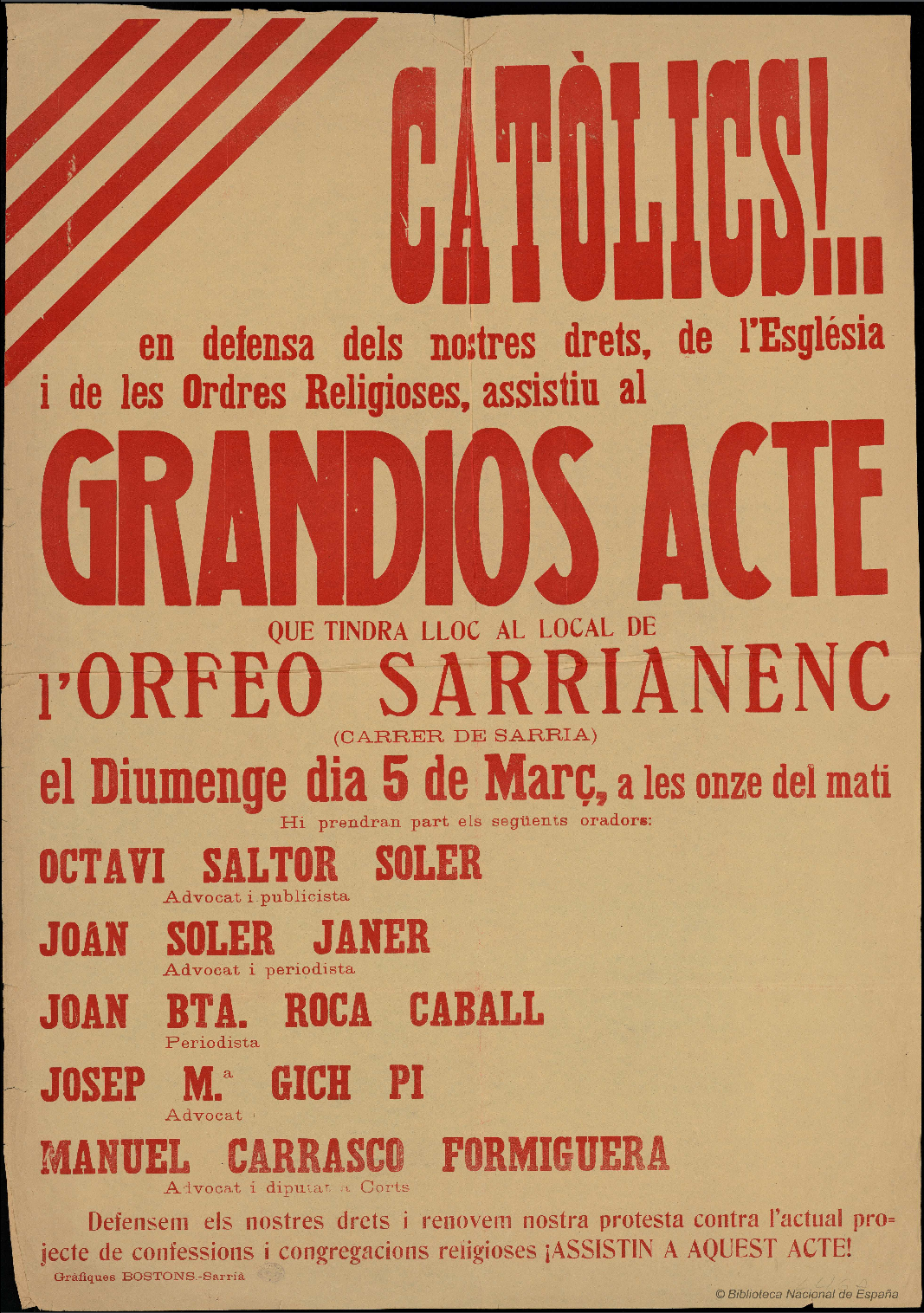
Joan Bta. Roca Caball anunciado como orador en un acto en defensa de la Iglesia (1933)

Cuando la Comunión Tradicionalista prohibió a sus dirigentes participar en la campaña a favor del Estatuto autonomía de Cataluña en 1931, abandonó esa formación y fue uno de los fundadores de Unión Democrática de Cataluña. Fue miembro del comité de gobierno de este partido y candidato por Barcelona en las elecciones generales de 1933.
Al comenzar la guerra civil española se mantuvo leal a la Generalidad de Cataluña, pero fue detenido en agosto de 1936 durante 14 días debido a su significación católica, por lo que el 8 de diciembre se exilió en París, donde sobrevivió dando clases de español y otros trabajos menores. En febrero de 1937 constituyó con Alfredo Mendizábal, catedrático de Derecho represaliado por ambos bandos, el Comité pour la Paix Civile en Espagne, a fin de promover una mediación internacional que pusiera fin a la guerra, integrado por ambos, así como por el obispo de París, Jacques Maritain y Emmanuel Mounier. Recibió el apoyo de Francisco Vidal y Barraquer, Ramón Sugranyes, Niceto Alcalá-Zamora y Salvador de Madariaga. También contribuyó a la acogida en Francia de exiliados de la guerra como Ferran Soldevila o Carles Riba.
En 1942 fue detenido por los nazis, pero pudo volver a España. Se instaló unos años en Madrid, donde estableció contactos con gente del PNV y del Partido Galeguista. Volvió a Barcelona en 1946 y participó con Miquel Coll y otros en la reconstrucción clandestina de UDC. Fue detenido en 1952 durante el entierro de Josep Pous y más tarde con motivo del Congreso Eucarístico Internacional de Barcelona. También fue vicepresidente de la Sociedad Catalana de Economía y uno de los conferenciantes clandestinos más activos de su partido.
Estuvo casado con Montserrat Junyent Quintana, hija de Miguel Junyent, jefe regional de la Comunión Tradicionalista en Cataluña. Fue padre de Montserrat Roca y de Miquel Roca.